# Station Buschhausen
Station Buschhausen is een voormalige spoorweghalte en meerlaagse brug langs de spoorlijn 24 (Montzenroute) en spoorlijn 24A (Montzen - Aachen-Süd) in Buschhausen een gehucht van Moresnet een deelgemeente van de Belgische gemeente Plombières.